# Jacques Lemercier
Jacques Lemercier (1585 Pontoise – 13. ledna 1654 Paříž) byl francouzským architektem.
Jacques Lemercier patřil do rodiny architektů a mistrů zedníků dobře známých v Ile-de-France. Jeho děd, Pierre Le Mercier, a jeho otec, Nicolas Le Mercier, řídili velké stavby v Pontoise (Saint-Maclou, Notre-Dame).
Po dlouhém školení v Římě se Jacques Lemercier pomocí Marie Medici a kardinála Richelieu stal „královským architektem a inženýrem“ (Ludvíka XIII.).
Byl také dobrý urbanista, dekoratér a designer zahrad.

## Hlavní díla
- Kostel de la Sorbonne
- Pavilon de l'Horloge (v Louvre).

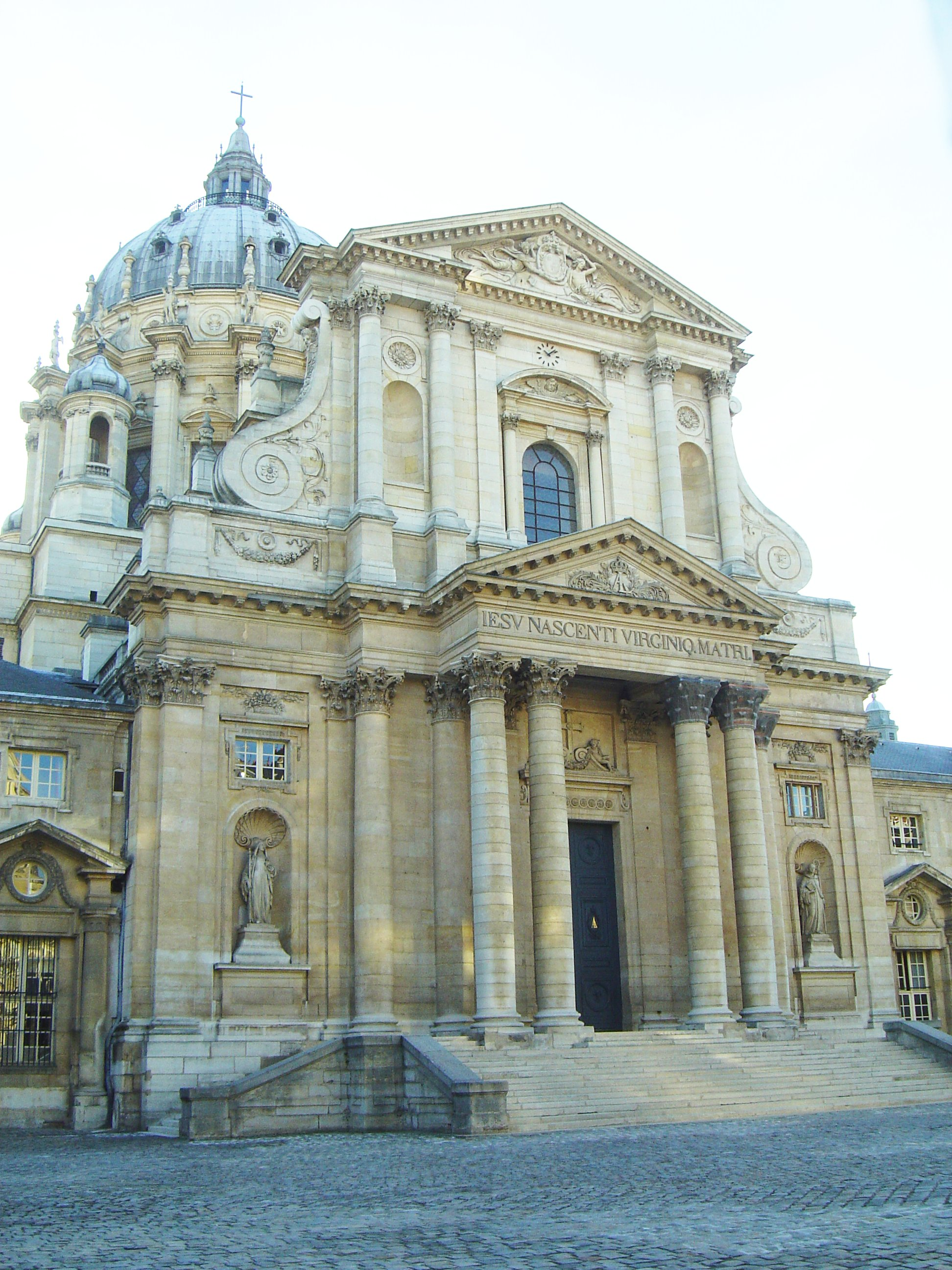
Kostel Val de Grace

- Roku 1645, Mazarin ověřil Françoise Mansarta rekoustrukcí kostela a kláštera Val-de-Grâce. Práce začaly na jaře 1645, ale následující rok byl Mansart vystřídán Jacquesem Lemercierem.
- Palais-Royal v Paříži [1]
- Oratoř Louvre [2]
- Kostel Saint-Joseph-des-Carmes v Paříži [3]
- Théâtre du Palais-Royal (rue Saint-Honoré)